# شارل شفر
شارل شِفِر (فرانسوی|Charles Schefer)، خاورشناس، نویسنده، مترجم و تاریخ‌شناس فرانسوی متولد ۱۶ نوامبر ۱۸۲۰ در پاریس و درگذشته ۳ مارس ۱۸۹۸ در همان شهر.

## زندگی‌نامه
شارل شِفِر پس از تحصیل در مدرسه زبانهای جوانان (فرانسوی|École des Jeunes de Langues) ابتدا به عنوان مترجم زبان عربی و بعد در کسوت دیپلمات در شهرهای بیروت، اورشلیم، اسکندریه، دمشق و قسطنطنیه به خدمت پرداخت. او که علاوه بر زبان عربی به زبان‌های ترکی و فارسی نیز تسلط کاملی داشت، در ۲۳ نوامبر ۱۸۵۷ و در پی مرگ اتین مارک کاترمر (فرانسوی| Étienne Marc Quatremère) صاحب کرسی زبان فارسی در مدرسه زبان‌های شرقی شد و این کرسی را به مدت نزدیک به چهل سال یعنی تا قبل از مرگ در اختیار داشت. او در ۱۶ اکتبر ۱۸۶۷ به ریاست مدرسه زبان‌های شرقی برگزیده شد و تحولات اساسی در آن ایجاد کرد. تألیف کتاب «حکومت پارس» (فرانسوی|L’Estat de la Perse) در سال ۱۸۶۰ و ترجمهٔ سفرنامه ناصر خسرو (۱۸۸۱) و سیاست نامه خواجه نظام‌الملک (۱۸۹۱) از جمله کارهای ماندگار او است.